# INROCK

イン・ロック (INROCK/IN ROCK/インロック/イン・ロック)は株式会社イン・ロックが発行している洋楽専門の雑誌。定価650円、毎月15日発売。発行人は加藤有子。1979年に創刊。

## 内容
エアロスミスやボン・ジョヴィなどベテランから最近ブレイクし始めたアーティストや期待のアーティストを取材したり、CDの発売日や読者からの投稿された絵、各アーティストのライヴスケジュール、最近起こったアーティストにまつわるニュースなどを掲載しており、また、各アーティストが経営してる会社の商品の中継販売も行っている。ほかにも時々CD（イン・ロック独自のオムニバス）やステッカー、カレンダー（12月号）の特典などがついている。Sum 41のデリック・ウィブリーとアヴリル・ラヴィーンの結婚式の様子など非常にマニアックなところまで掲載されていることがある。
ただしバンドの音楽性に深く触れていることは少なく、メジャーな洋ミュージシャンのプライベートの内容がほとんどである。